# RMS Laconia (1911)
O RMS Laconia foi um navio de passageiros britânico operado pela Cunard Line e construído pelos estaleiros da Swan Hunter em Tyne and Wear. Seu lançamento ocorreu em 27 de julho de 1911, sendo entregue à Cunard em 12 de dezembro e realizando sua viagem inaugural em 20 de janeiro de 1912. Foi a primeira embarcação da Cunard a receber este nome.
O Laconia foi designado no serviço entre Liverpool e Boston, mas eventualmente operava entre Nova Iorque e o Mediterrâneo. Ele foi o primeiro navio britânico e o primeiro transatlântico do Atlântico Norte a ser equipado com tanques antirrolamento.

## Serviço na guerra
Com a eclosão da Primeira Guerra Mundial em 1914, o Laconia foi convertido em um cruzador mercante armado. Ele foi equipado com oito armas de seis polegadas e por um período carregou dois hidroaviões, que foram alojados em seu convés. Seu porto base ficava em Simon's Town, na África do Sul, onde patrulhou o Atlântico Sul e o oceano Índico até abril de 1915. Ele foi então utilizado como um quartel-general em Zanzibar, onde esteve envolvido em operações na Batalha de Tanga e a captura da África Oriental Alemã.

## Retorno para a Cunard

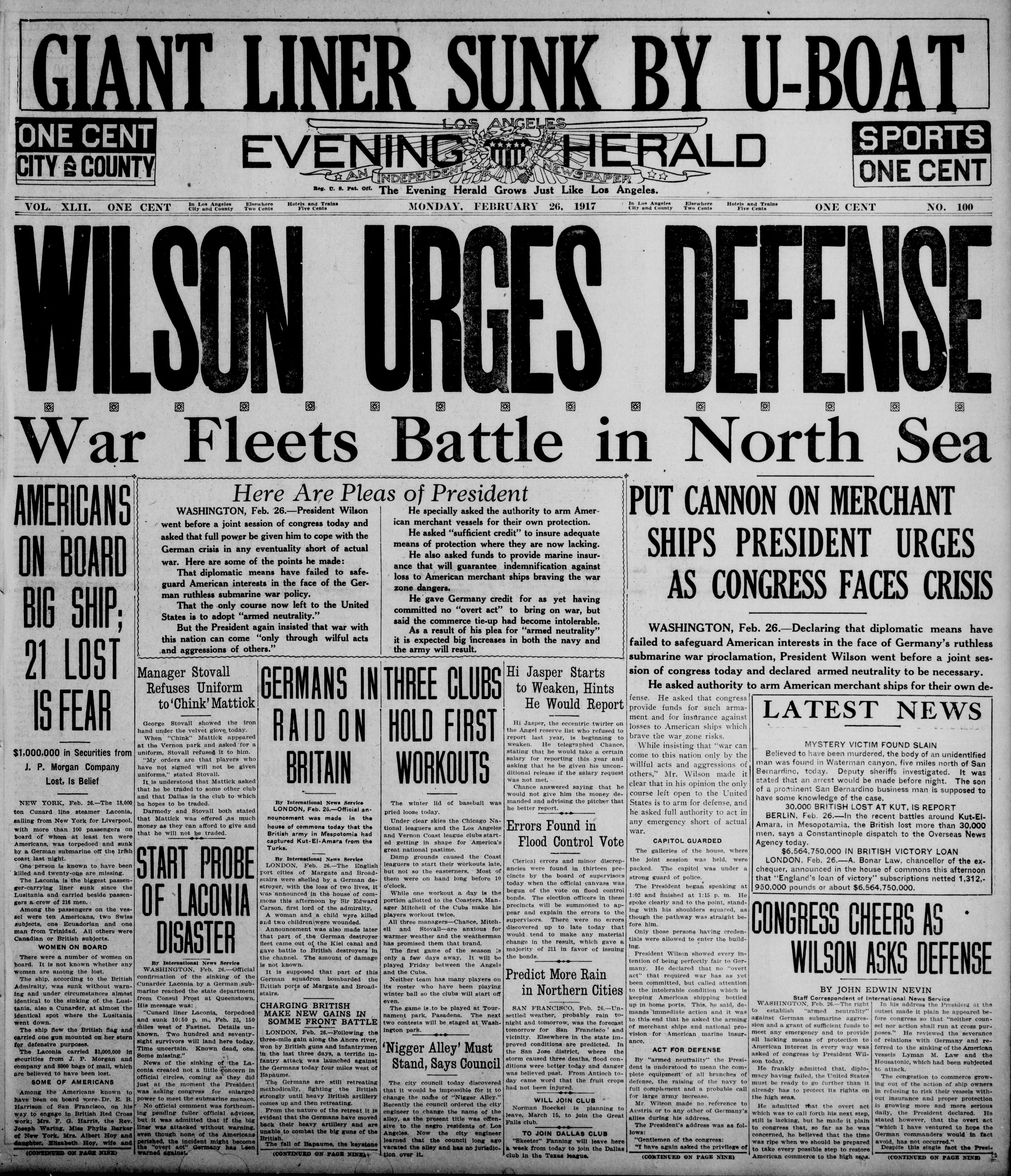
Jornal noticiando o naufrágio do Laconia, 26 de fevereiro de 1917.

O Laconia foi devolvido à Cunard em julho de 1916, retornando ao serviço comercial em 9 de setembro.
Em 25 de fevereiro de 1917, ele foi torpedeado pelo submarino alemão SM U-50 a 6 milhas náuticas (11 km) a noroeste de Fastnet enquanto retornava dos EUA para a Inglaterra com 75 passageiros (34 de primeira classe e 41 de segunda classe) e 217 tripulantes, sob o comando do capitão Irvine. O primeiro torpedo atingiu o lado estibordo da embarcação, mas não a afundou. Vinte minutos depois, um segundo torpedo foi disparado, atingindo a sala de máquinas, novamente a estibordo, e a embarcação afundou às 22h20m. Um total de 12 pessoas foram mortas; seis tripulantes e seis passageiros. Duas dos passageiros mortos eram americanas, a sra. Mary Hoy e sua filha, a senhorita Elizabeth Hoy, que eram originalmente de Chicago. A morte das Hoys despertou a opinião pública na América contra os alemães e aumentou o apoio público aos Estados Unidos, que entraram na guerra.
O repórter Floyd Gibbons, do Chicago Tribune, estava a bordo do Laconia durante seu naufrágio e ganhou notoriedade após seus relatos sobre o ataque.

## Descoberta
Em março de 2009, foi anunciado que os destroços do Laconia foram localizados e reivindicados pela Odyssey Marine Exploration, uma empresa de arqueologia comercial em Tampa, Flórida. Ele foi encontrado a cerca de 160 milhas náuticas (300 km) da costa da Irlanda. A busca pelos destroços foi apresentada pela Discovery Channel em um episódio intitulado "The Silver Queen". Um dos artefatos recuperados durante a investigação do naufrágio foram os restos de um sapato esquerdo que provavelmente pertencia a uma das passageiras do navio. A Grã-Bretanha afirmou que é a proprietária dos destroços do Laconia.